# Verein für Leibesübungen von 1899 1994-1995
Questa voce raccoglie le informazioni riguardanti il Verein für Leibesübungen von 1899 nelle competizioni ufficiali della stagione 1994-1995.

## Stagione
Nella stagione 1994-1995 l'Osnabrück, allenato da Heiko Flottmann, concluse il campionato di Regionalliga Nord al 2º posto.

## Rosa
| N. |                        | Ruolo | Calciatore         |
| -- | ---------------------- | ----- | ------------------ |
|    | Germania (bandiera)    | P     | Uwe Brunn          |
|    | Stati Uniti (bandiera) | P     | Matthew McKenna    |
|    | Germania (bandiera)    | D     | Mirko Baschetti    |
|    | Germania (bandiera)    | D     | Nico Fehlhauer     |
|    | Germania (bandiera)    | D     | Bastian Hellberg   |
|    | Germania (bandiera)    | D     | Daniel Scheinhardt |
|    | Russia (bandiera)      | C     | Igor Bulanov       |
|    | Germania (bandiera)    | C     | Jörg Freybott      |
|    | Germania (bandiera)    | C     | Martin Giesel      |
|    | Germania (bandiera)    | C     | Ralf Heskamp       |
|    | Germania (bandiera)    | C     | Holger Karp        |
|    | Germania (bandiera)    | C     | Ronald Maul        |

| N. |                     | Ruolo | Calciatore       |
| -- | ------------------- | ----- | ---------------- |
|    | Germania (bandiera) | C     | Lars Schiersand  |
|    | Germania (bandiera) | C     | Wolfgang Schütte |
|    | Germania (bandiera) | C     | Karsten Surmann  |
|    | Germania (bandiera) | C     | Roland Twyrdy    |
|    | Germania (bandiera) | C     | Michael Wirtz    |
|    | Germania (bandiera) | A     | Peter Bachmann   |
|    | Germania (bandiera) | A     | Ralf Balzis      |
|    | Germania (bandiera) | A     | Frank Hartmann   |
|    | Germania (bandiera) | A     | Fred Klaus       |
|    | Germania (bandiera) | A     | Kai Lammert      |
|    | Germania (bandiera) | A     | Lars Ravida      |
|    | Germania (bandiera) | A     | Jörg Sprehe      |

## Organigramma societario
Area tecnica
- Allenatore: Heiko Flottmann
- Allenatore in seconda:
- Preparatore dei portieri:
- Preparatori atletici:
- Analisi video:

## Calciomercato

### Sessione estiva
| Acquisti | Acquisti         | Acquisti  | Acquisti |
| R.       | Nome             | da        | Modalità |
| -------- | ---------------- | --------- | -------- |
| D        | Bastian Hellberg | TuS Celle |          |

| Cessioni | Cessioni           | Cessioni          | Cessioni |
| R.       | Nome               | a                 | Modalità |
| -------- | ------------------ | ----------------- | -------- |
| C        | Christian Brand    | FC Bremerhaven    |          |
| D        | Dirk Gellrich      | Oldenburg         |          |
| A        | Vladan Milovanović | FSV Francoforte   |          |
| P        | Christof Rekers    | SC Spelle-Venhaus |          |

### Sessione invernale
| Acquisti | Acquisti      | Acquisti        | Acquisti |
| R.       | Nome          | da              | Modalità |
| -------- | ------------- | --------------- | -------- |
| C        | Roland Twyrdy | Preußen Münster |          |

| Cessioni | Cessioni | Cessioni | Cessioni |
| R.       | Nome     | a        | Modalità |
| -------- | -------- | -------- | -------- |

## Risultati

### Regionalliga

#### Girone di andata
| 30 luglio 1994, ore 15:00 CEST 1ª giornata | Concordia Amburgo | 1 – 2 | Osnabrück |  |

| 7 agosto 1994, ore 15:00 CEST 2ª giornata | Osnabrück | 1 – 1 | Amburgo II |  |

| 21 agosto 1994, ore 15:00 CEST 3ª giornata | Kickers Emden | 0 – 0 | Osnabrück |  |

| 26 agosto 1994, ore 18:00 CEST 4ª giornata | Osnabrück | 1 – 0 | Eintracht Braunschweig |  |

| 2 settembre 1994, ore 18:00 CEST 5ª giornata | Herzlake | 5 – 4 | Osnabrück |  |

| 11 settembre 1994, ore 15:00 CEST 6ª giornata | Osnabrück | 3 – 0 | Göttingen |  |

| 18 settembre 1994, ore 15:00 CEST 7ª giornata | Holstein Kiel | 3 – 2 | Osnabrück |  |

| 25 settembre 1994, ore 15:00 CEST 8ª giornata | Osnabrück | 1 – 1 | Lüneburger |  |

| 9 ottobre 1994, ore 15:00 CET 9ª giornata | Osnabrück | 1 – 0 | 93 Amburgo |  |

| 16 ottobre 1994, ore 15:00 CET 10ª giornata | Lurup | 1 – 2 | Osnabrück |  |

| 23 ottobre 1994, ore 15:00 CET 11ª giornata | Osnabrück | 4 – 0 | TuS Celle |  |

| 30 ottobre 1994, ore 15:00 CET 12ª giornata | Lubecca | 0 – 0 | Osnabrück |  |

| 6 novembre 1994, ore 15:00 CET 13ª giornata | Osnabrück | 2 – 0 | Hoisdorf |  |

| 13 novembre 1994, ore 15:00 CET 14ª giornata | Werder Brema II | 0 – 0 | Osnabrück |  |

| 7 dicembre 1994, ore 18:00 CET 15ª giornata | Osnabrück | 3 – 3 | Wilhelmshaven |  |

| 4 dicembre 1994, ore 15:00 CET 16ª giornata | Bremerhaven FC | 0 – 4 | Osnabrück |  |

| 11 dicembre 1994, ore 15:00 CET 17ª giornata | Osnabrück | 2 – 0 | Oldenburg |  |

#### Girone di ritorno
| 26 marzo 1995, ore 15:00 CET 18ª giornata | Osnabrück | 2 – 1 | Concordia Amburgo |  |

| 4 febbraio 1995, ore 15:00 CET 19ª giornata | Amburgo II | 3 – 2 | Osnabrück |  |

| 13 aprile 1995, ore 18:00 CEST 20ª giornata | Osnabrück | 1 – 1 | Kickers Emden |  |

| 19 febbraio 1995, ore 15:00 CET 21ª giornata | Eintracht Braunschweig | 4 – 1 | Osnabrück |  |

| 26 febbraio 1995, ore 15:00 CET 22ª giornata | Osnabrück | 4 – 0 | Herzlake |  |

| 5 marzo 1995, ore 15:00 CET 23ª giornata | Göttingen | 0 – 1 | Osnabrück |  |

| 12 marzo 1995, ore 15:00 CET 24ª giornata | Osnabrück | 3 – 1 | Holstein Kiel |  |

| 19 marzo 1995, ore 15:00 CET 25ª giornata | Lüneburger | 0 – 0 | Osnabrück |  |

| 17 aprile 1995, ore 15:00 CEST 26ª giornata | 93 Amburgo | 2 – 1 | Osnabrück |  |

| 9 aprile 1995, ore 15:00 CEST 27ª giornata | Osnabrück | 0 – 1 | Lurup |  |

| 23 aprile 1995, ore 15:00 CEST 28ª giornata | TuS Celle | 1 – 3 | Osnabrück |  |

| 30 aprile 1995, ore 15:00 CEST 29ª giornata | Osnabrück | 3 – 0 | Lubecca |  |

| 6 maggio 1995, ore 15:00 CEST 30ª giornata | Hoisdorf | 1 – 4 | Osnabrück |  |

| 12 maggio 1995, ore 18:00 CEST 31ª giornata | Osnabrück | 3 – 0 | Werder Brema II |  |

| 21 maggio 1995, ore 15:00 CEST 32ª giornata | Wilhelmshaven | 1 – 2 | Osnabrück |  |

| 28 maggio 1995, ore 15:00 CEST 33ª giornata | Osnabrück | 3 – 0 | Bremerhaven FC |  |

| 3 giugno 1995, ore 15:00 CEST 34ª giornata | Oldenburg | 4 – 2 | Osnabrück |  |

## Statistiche

### Statistiche di squadra
| Competizione      | Punti | In casa | In casa | In casa | In casa | In casa | In casa | In trasferta | In trasferta | In trasferta | In trasferta | In trasferta | In trasferta | Totale | Totale | Totale | Totale | Totale | Totale | DR  |
| Competizione      | Punti | G       | V       | N       | P       | Gf      | Gs      | G            | V            | N            | P            | Gf           | Gs           | G      | V      | N      | P      | Gf     | Gs     | DR  |
| ----------------- | ----- | ------- | ------- | ------- | ------- | ------- | ------- | ------------ | ------------ | ------------ | ------------ | ------------ | ------------ | ------ | ------ | ------ | ------ | ------ | ------ | --- |
| Regionalliga Nord | 65    | 17      | 12      | 4       | 1       | 37      | 9       | 17           | 7            | 4            | 6            | 30           | 26           | 34     | 19     | 8      | 7      | 67     | 35     | +32 |
| Totale            | 65    | 17      | 12      | 4       | 1       | 37      | 9       | 17           | 7            | 4            | 6            | 30           | 26           | 34     | 19     | 8      | 7      | 67     | 35     | +32 |

### Andamento in campionato
| Giornata  | 1 | 2 | 3 | 4 | 5 | 6 | 7 | 8 | 9 | 10 | 11 | 12 | 13 | 14 | 15 | 16 | 17 | 18 | 19 | 20 | 21 | 22 | 23 | 24 | 25 | 26 | 27 | 28 | 29 | 30 | 31 | 32 | 33 | 34 |
| --------- | - | - | - | - | - | - | - | - | - | -- | -- | -- | -- | -- | -- | -- | -- | -- | -- | -- | -- | -- | -- | -- | -- | -- | -- | -- | -- | -- | -- | -- | -- | -- |
| Luogo     | T | C | T | C | T | C | T | C | C | T  | C  | T  | C  | T  | C  | T  | C  | C  | T  | C  | T  | C  | T  | C  | T  | T  | C  | T  | C  | T  | C  | T  | C  | T  |
| Risultato | V | N | N | V | P | V | P | N | V | V  | V  | N  | V  | N  | N  | V  | V  | V  | P  | N  | P  | V  | V  | V  | N  | P  | P  | V  | V  | V  | V  | V  | V  | P  |
| Posizione | 4 | 5 | 7 | 4 | 6 | 4 | 7 | 5 | 4 | 3  | 2  | 3  | 2  | 2  | 2  | 2  | 2  | 1  | 2  | 2  | 2  | 2  | 1  | 1  | 1  | 2  | 3  | 2  | 2  | 2  | 2  | 1  | 1  | 2  |

Legenda:

Luogo: C = Casa; T = Trasferta. Risultato: V = Vittoria; N = Pareggio; P = Sconfitta.